# Matt Roth
Matt Roth est un acteur américain, né le 15 septembre 1964  aux États-Unis.

## Biographie
Matt Roth a joué dans plusieurs séries comme Melrose Place, Roseanne, avec Laurie Metcalf, et plus récemment dans Desperate Housewives où il joue le rôle d'Art Shephard, un nouveau voisin, à partir de la troisième saison.
Il a été marié à l'actrice, Laurie Metcalf, qui joue également dans Desperate Housewives et a eu 3 enfants avec elle. Il est également le beau-père de Zoe Perry, fille de Laurie Metcalf.

## Filmographie

### Cinéma
- 1994 : Blink
- 1997 : L'Amour de ma vie
- 1998 : Chicago Cab
- 1998 : Where's Marlowe?
- 1999 : Pups
- 2003 : Hôtesse à tout prix (View from the Top)

### Télévision
- 1990 : Good Night, Sweet Wife: A Murder in Boston
- 1991 : The Antagonists
- 1992 : Melrose Place
- 1992 : Roseanne
- 1994 : Blue Skies
- 1997 : Crisis Center
- 1998 : Love Therapy (Cupid)
- 1999 : Frasier
- 2003 : According to Jim
- 2006 : Preuve à l'appui (Crossing Jordan)
- 2006 : Grey's Anatomy
- 2006 : Numb3rs
- 2006 : Desperate Housewives
- 2007 : Mon Oncle Charlie